# D-style
D-style（ディー スタイル）は、2011年5月1日に結成され、2012年9月26日に解散した女性アイドルグループ。

## 概要
傳田俊輔とKen SuzukiとCorinのプロデュースで結成。2011年6月27日にCLUB CITTA'にてデビュー。中日ドラゴンズの応援ガールズとしても活動していた。デビュー当時は深雪理菜、小西梨依菜、春野こころ、林綾菜の4名であったが、脱退や加入を繰り返し、最終的には星井彩華、春野こころの2名で活動していた。